# Arctornis pellucida
Arctornis pellucida är en fjärilsart som beskrevs av Swinhoe 1903. Arctornis pellucida ingår i släktet Arctornis och familjen tofsspinnare. Inga underarter finns listade i Catalogue of Life.